# Juvenal Olmos
Juvenal Mario Olmos (Santiago de Chile, 5 oktober 1962) is een voormalig profvoetballer uit Chili, die na zijn actieve loopbaan het trainersvak instapte. Hij speelde als middenvelder, en was onder meer bondscoach van Chili (2003-2005).

## Clubcarrière
Olmos speelde veertien jaar seizoenen profvoetbal; niet alleen in Chili, maar ook in België bij KSV Waregem. Hij beëindigde zijn loopbaan in 1995 bij Universidad Católica.

## Interlandcarrière
Olmos speelde tien officiële interlands voor Chili in 1989, en scoorde twee keer voor de nationale ploeg. Hij maakte zijn debuut onder bondscoach Orlando Aravena in de vriendschappelijke uitwedstrijd tegen Argentinië (1-1) op 20 april 1989 in Santiago de Chile. Olmos nam in datzelfde jaar met Chili deel aan de strijd om de Copa América in Brazilië, waar hij tweemaal scoorde. Hij vertegenwoordigde zijn vaderland bij de Olympische Spelen (1984) in Los Angeles. Daar werd de ploeg in de kwartfinales uitgeschakeld door Italië (1-0).
| Interlands van Juvenal Olmos voor Chili | Interlands van Juvenal Olmos voor Chili | Interlands van Juvenal Olmos voor Chili | Interlands van Juvenal Olmos voor Chili | Interlands van Juvenal Olmos voor Chili | Interlands van Juvenal Olmos voor Chili |
| №                                       | Datum                                   | Wedstrijd                               | Uitslag                                 | Competitie                              | Goals                                   |
| Als speler van CD Universidad Católica  | Als speler van CD Universidad Católica  | Als speler van CD Universidad Católica  | Als speler van CD Universidad Católica  | Als speler van CD Universidad Católica  | Als speler van CD Universidad Católica  |
| --------------------------------------- | --------------------------------------- | --------------------------------------- | --------------------------------------- | --------------------------------------- | --------------------------------------- |
| 1                                       | 20 april 1989                           | Chili – Argentinië                      | 1 – 1                                   | Vriendschappelijk                       | 0                                       |
| 2                                       | 5 mei 1989                              | Guatemala – Chili                       | 0 – 1                                   | Vriendschappelijk                       | 0                                       |
| 3                                       | 26 mei 1989                             | Noord-Ierland – Chili                   | 0 – 1                                   | Vriendschappelijk                       | 0                                       |
| 4                                       | 30 mei 1989                             | Schotland – Chili                       | 2 – 0                                   | Vriendschappelijk                       | 0                                       |
| 5                                       | 19 juni 1989                            | Uruguay – Chili                         | 2 – 2                                   | Vriendschappelijk                       | 0                                       |
| 6                                       | 22 juni 1989                            | Bolivia – Chili                         | 0 – 1                                   | Vriendschappelijk                       | 0                                       |
| 7                                       | 2 juli 1989                             | Argentinië – Chili                      | 1 – 0                                   | Copa América                            | 0                                       |
| 8                                       | 6 juli 1989                             | Chili – Uruguay                         | 0 – 3                                   | Copa América                            | 0                                       |
| 9                                       | 8 juli 1989                             | Bolivia – Chili                         | 0 – 5                                   | Copa América                            | 9'                                      |
| 10                                      | 10 juli 1989                            | Chili – Ecuador                         | 2 – 1                                   | Copa América                            | 44'                                     |

## Erelijst

### Speler
Universidad Católica
- Primera División de Chile

1984, 1987
- Copa Chile

1983, 1983 (Copa República), 1995 (Copa República)
- Copa Interamericana

1994

### Trainer-coach
Unión Española
- Segunda División de Chile

1999
 Universidad Católica
- Primera División de Chile

2002 (Apertura)